# Tomasz Wojda
Tomasz Wojda (ur. 7 marca 1993 w Warszawie) – polski zawodnik sumo, reprezentant Polski młodzieżowców i seniorów, wielokrotny medalista mistrzostw Polski i Europy. Brat bliźniak Pawła Wojdy.